# Deroplatys desiccata
Deroplatys desiccata är en bönsyrseart som beskrevs av John Obadiah Westwood 1839. Deroplatys desiccata ingår i släktet Deroplatys och familjen Mantidae. Inga underarter finns listade i Catalogue of Life.

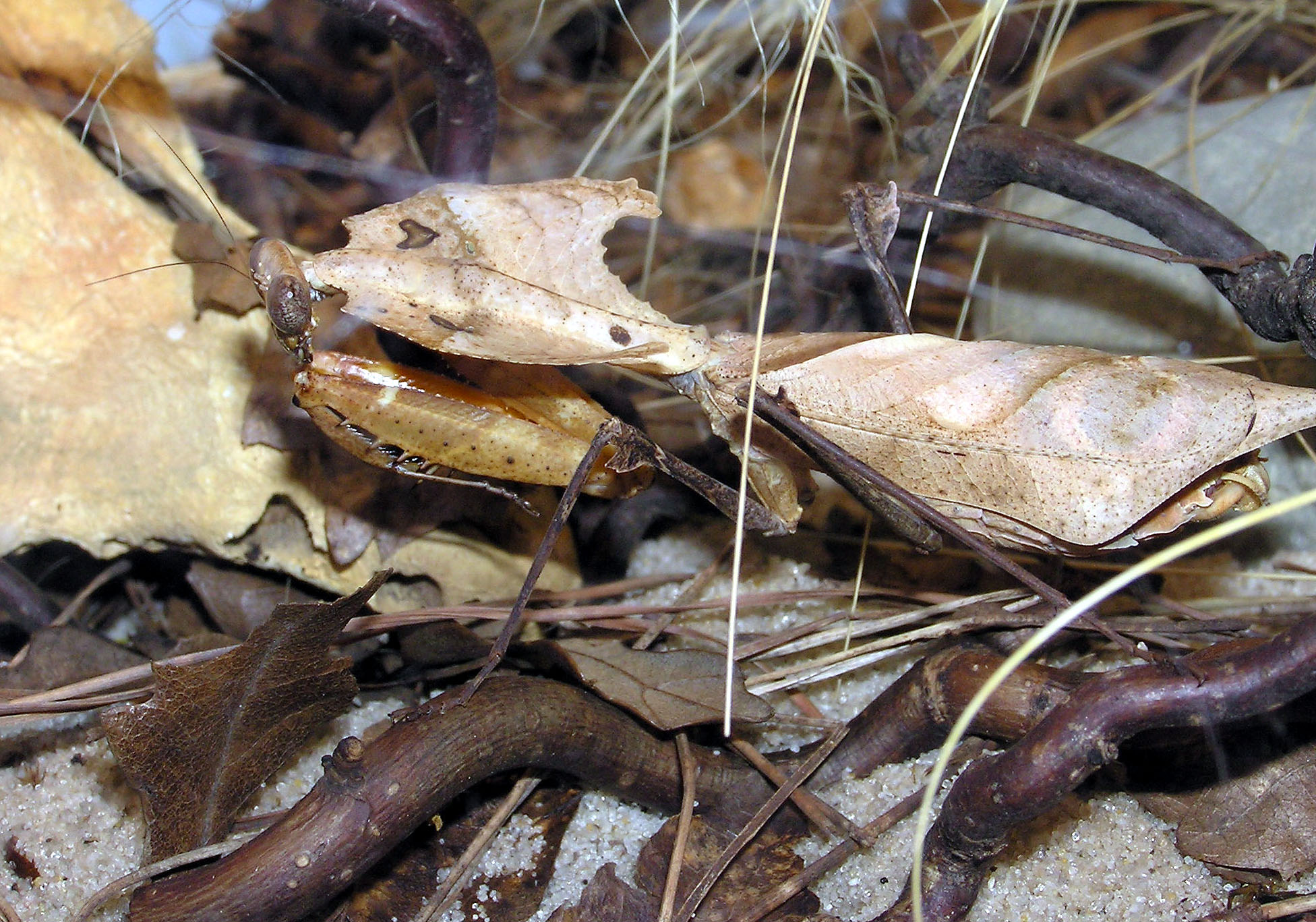
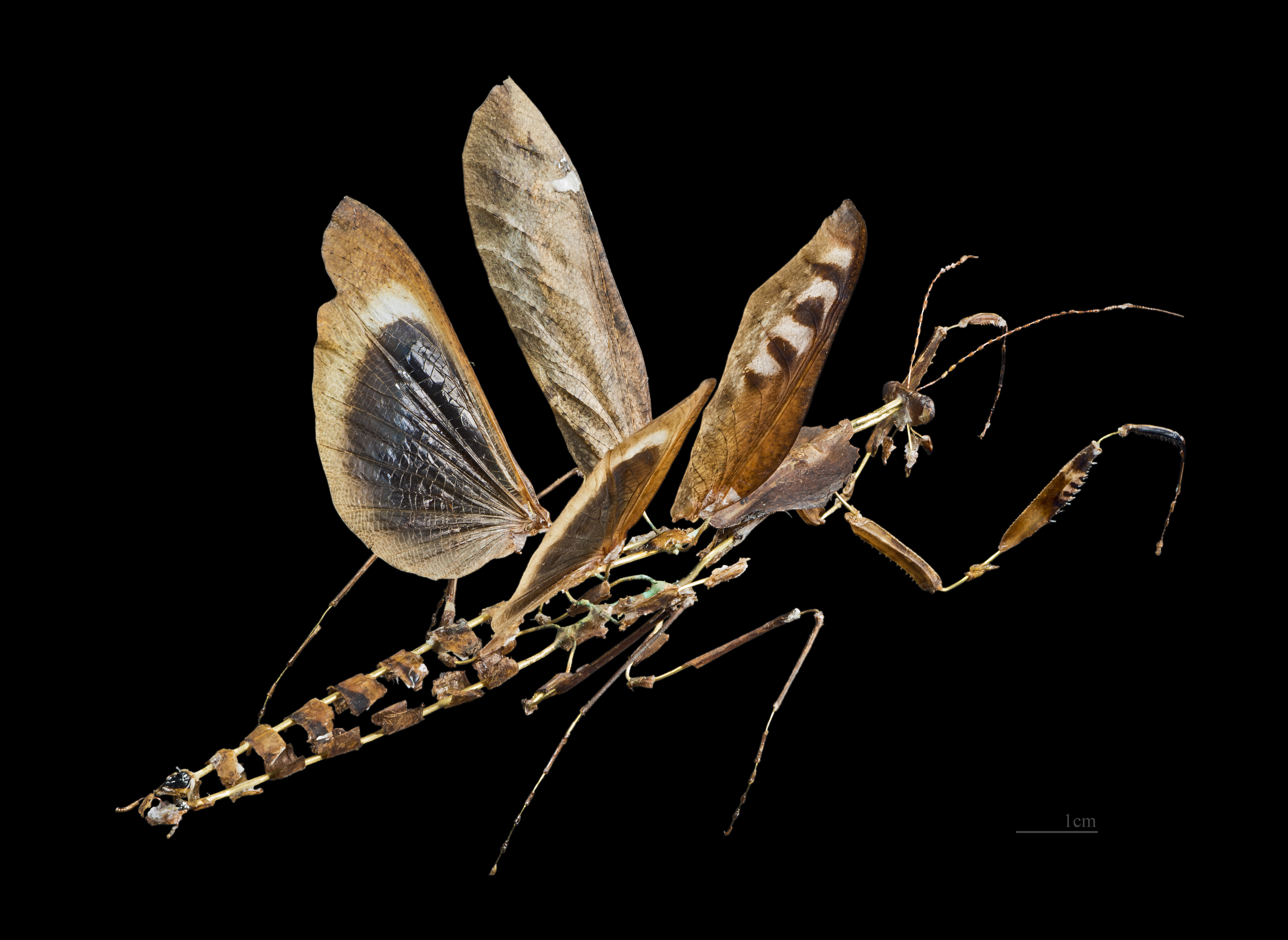

## Bildgalleri

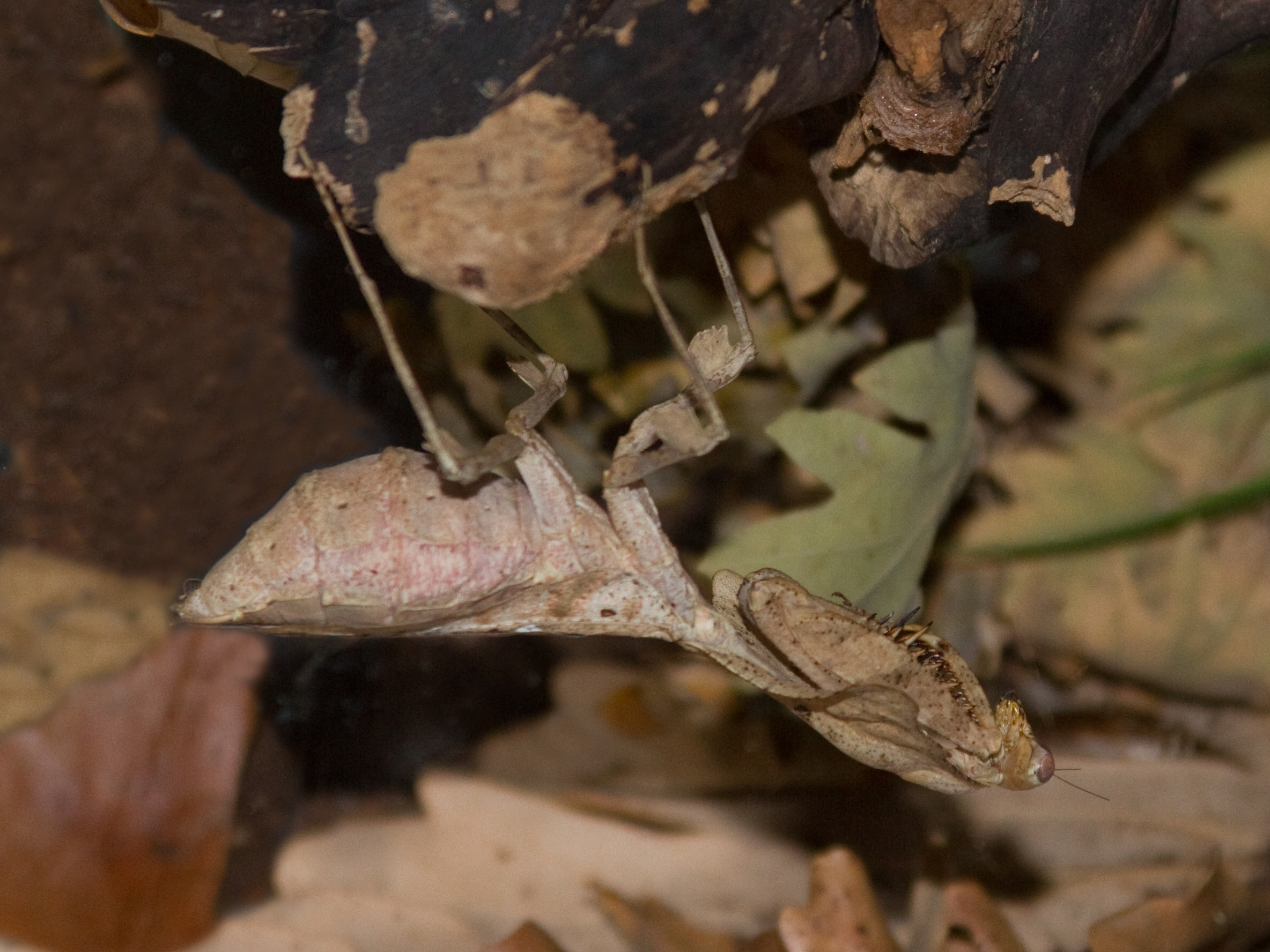
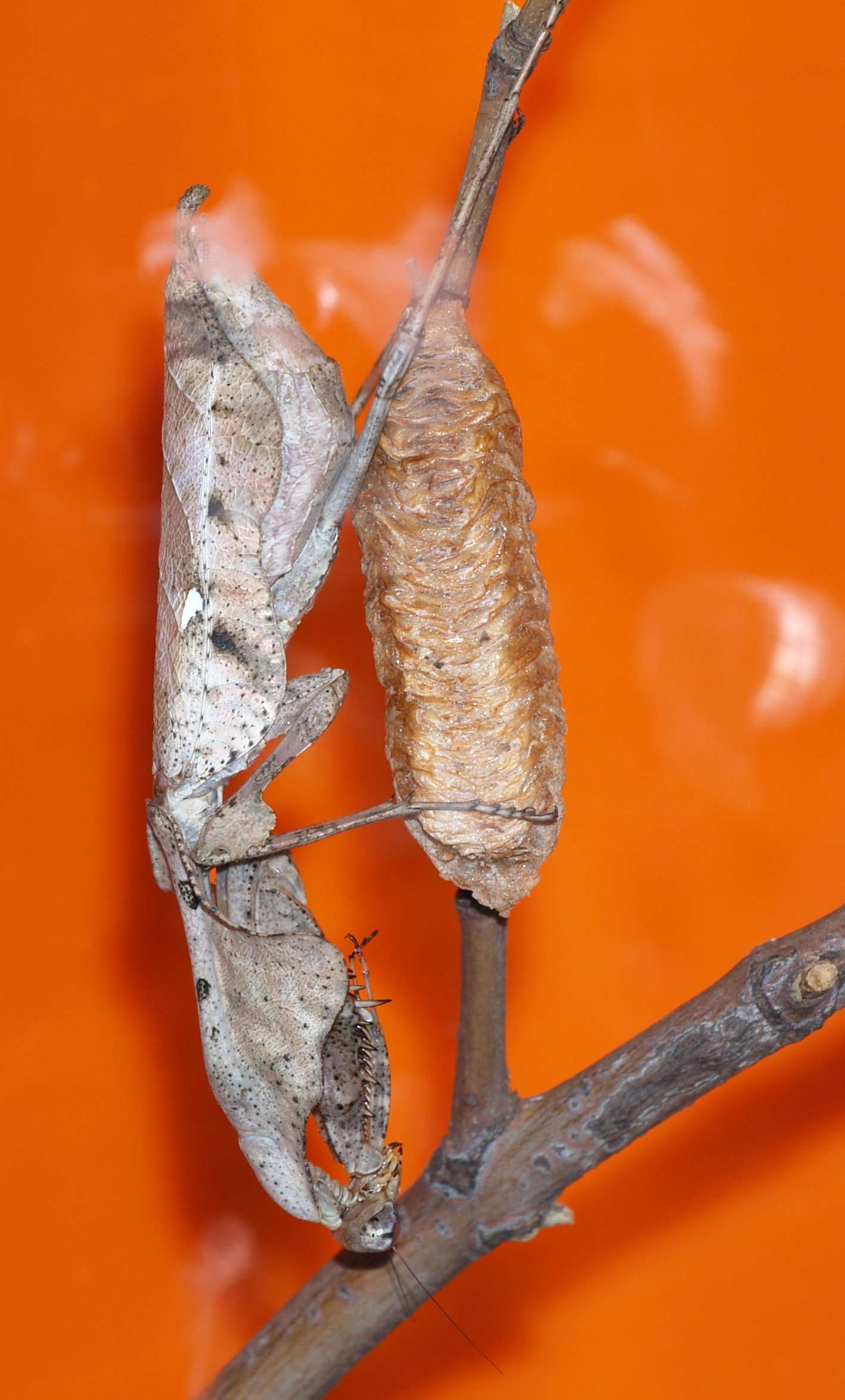
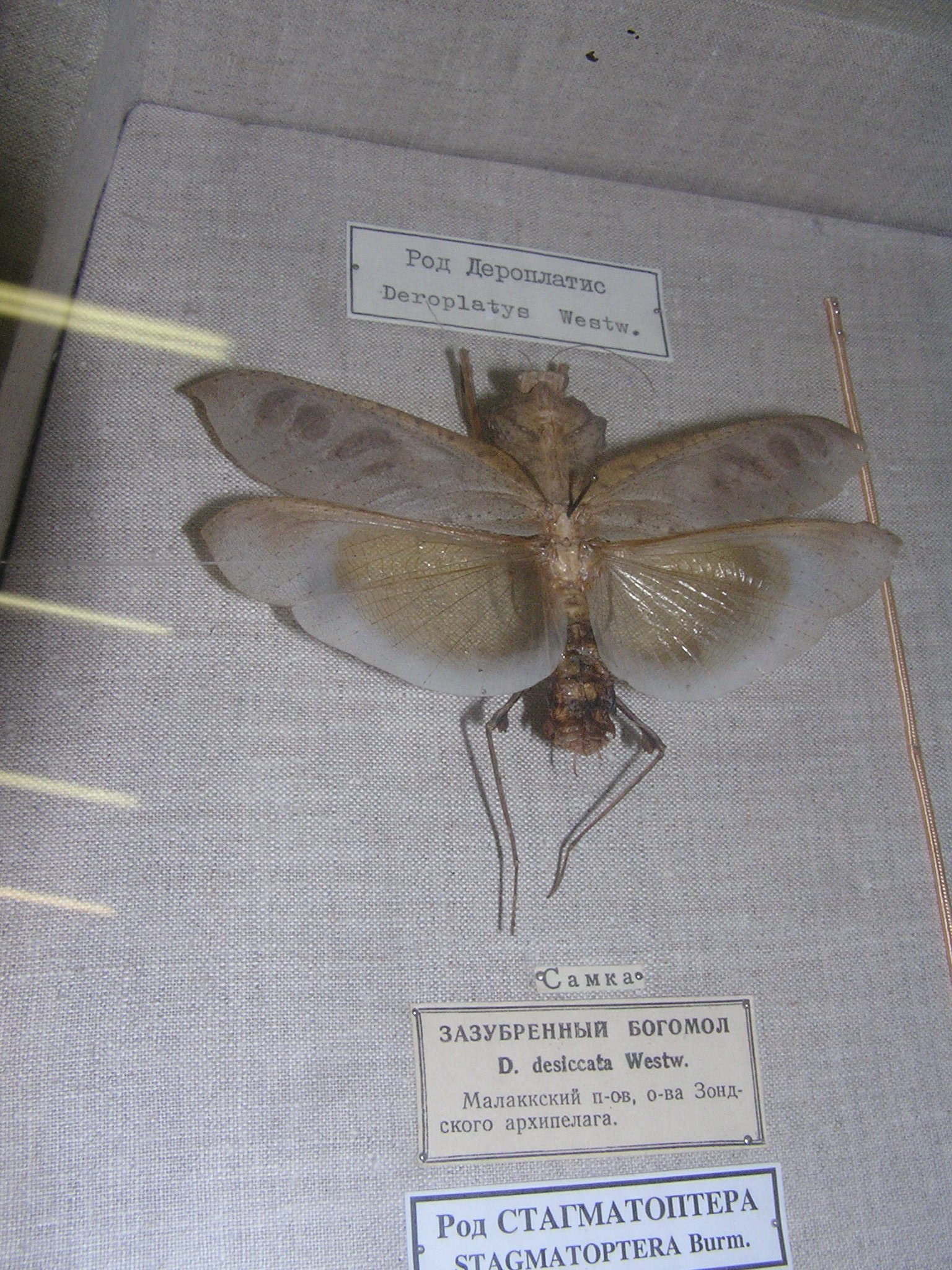